# Jeffrey Wigand
Jeffrey Stephen Wigand, född 17 december 1942, är en amerikansk visselblåsare, biokemist och tidigare vice VD för forskning och utveckling på tobaksbolaget Brown & Williamson. 
Wigand blev nationellt känd som visselblåsare den 4 februari 1996 när han intervjuades i nyhetsprogrammet 60 Minutes. I intervjun avslöjade han att Brown & Williamson avsiktligt manipulerat sin tobaksblandning med kemikalier som ammoniak för att öka effekten av nikotin i cigarettrök, och därmed förvärra rökarnas beroende.
I filmen The Insider från 1999 spelas Wigand av Russell Crowe. Wigand medverkar också i dokumentären Dödligt begär av Johan Åsard från 2001.